# مصباح أمامي

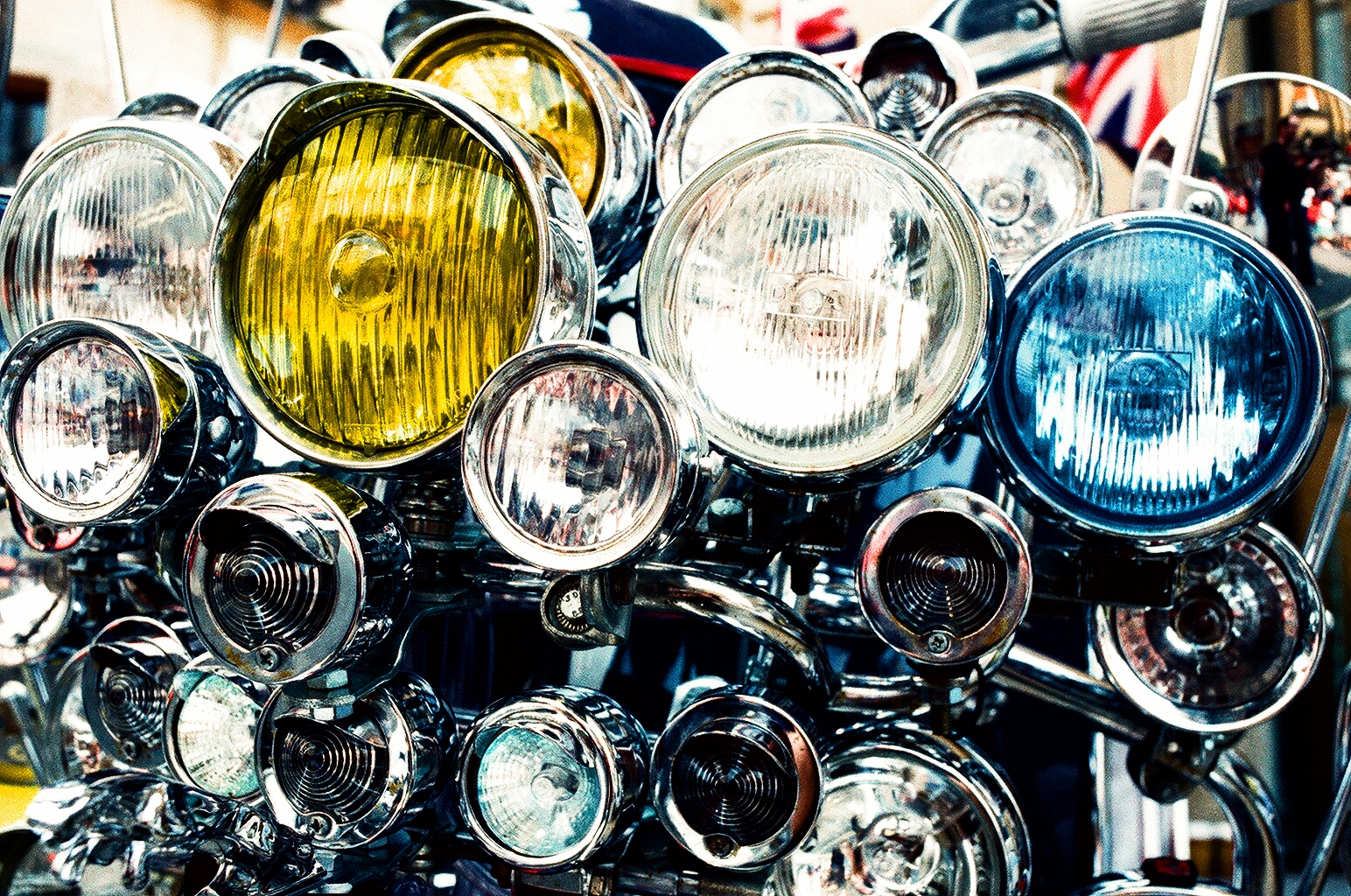
مصباح أمامي لسيارة أو دراجة بخارية

المصباح الأمامي أو الكشَّاف هو مصباح مثبت في مقدمة السيارة أو الدراجة البخارية لإضاءة الطريق أمامها ويسمى أيضًا بالضوء الأمامي، إلا أن مصطلح المصباح الأمامي أكثر دقة، فهو يشير إلى الجهاز نفسه، بينما يشير مصطلح الضوء الأمامي إلى شعاع الضوء الذي ينتجه الجهاز ويوزعه.
تحسن أداء المصابيح الأمامية بشكل طردي خلال عمر المركبات، مدفوعًا بالتفاوت الكبير بين الوفيات الناتجة عن الحوادث المرورية بين الليل والنهار، إذ تقول الإدارة الأمريكية للسلامة الوطنية على الطرق العامة إن ما يقارب نصف الوفيات المرتبطة بالمرور تحدث خلال الظلام، على الرغم من أن 25% فقط من حركة المرور تكون أثناء الليل. يجب أن تمتلك المركبات الأخرى مثل القطارات والطائرات مصابيحًا أمامية، بينما تستخدم الدراجات الهوائية مصابيحًا أمامية خاصة بها تكون مطلوبة في الولايات القضائية. يمكن تشغيل هذه المصابيح بواسطة بطارية أو مولد صغير مدمج ميكانيكيًا في طريقة عمل الدراجات.

## تاريخ المصابيح الأمامية للسيارات

### الأصل
استعملت العربات من دون أحصنة في أول ظهورها مصابيح العربات التي أثبتت عدم كفاءتها أثناء السفر بسرعة كبيرة، واستخدمت المصابيح الأولى ضوء الشموع باعتبارها أكثر أنواع الوقود شيوعًا.

### الميكانيكية
بدأت أولى المصابيح الأمامية بالعمل منذ أواخر الثمانينيات، وكانت تتغذى على الأسيتيلين أو الزيت، إذ شاع استخدام مصابيح الأسيتيلين لأن لهبها كان مقاومًا للرياح والأمطار. ظهر أول مصباح كهربائي أمامي في عام 1898، على سيارة كولومبيا الكهربائية التي أصدرتها شركة السيارات الكهربائية هارتفورد في ولاية كونيتيكت، وكانت هذه المصابيح اختيارية. يوجد عاملان يحدان من انتشار استخدام هذه المصابيح الأمامية الكهربائية؛ الأول هو الحياة القصيرة التي يتمتع بها الفتيل في بيئة السيارات القاسية، والثاني هو صعوبة إنتاج مولدات صغيرة بالقدر المناسب، على الرغم من أنها قوية للحد الذي يسمح لها إنتاج تيار كهربائي كافي.
قدمت بعض الشركات المصنعة أضواء الأسيتيلين «بريستولايت» باعتبارها المعدات القياسية لعام 1904، وصنعت بريسليس المصابيح الكهربائية الأمامية القياسية في عام 1908. سوقت إحدى الشركات في برمنغهام، تُدعى «نقابة بوكلي لإضاءة السيارات الكهربائية»، لأول مصابيح كهربائية للسيارات في العالم باعتبارها مجموعة واحدة في عام 1908، وتكونت هذه المجموعة من مصابيح أمامية ومصابيح جانبية وأخرى خلفية، تعمل جميعها بواسطة بطارية 8 فولت.
دمجت كاديلاك في عام 1912، نظام الإضاءة مع نظام ديلكو للتشغيل الكهربائي في سياراتها لتشكيل ما يُعرف بالنظام الكهربائي الحديث للمركبة.
قُدمت الإضاءة الاتجاهية، التي تستخدم المفتاح والعاكس الكهرومغناطيسي لإلقاء الضوء على الرصيف فقط، في تاترا النادرة لسنة واحدة فقط في عام 1935. وعُرضت الإضاءة المرتبطة بالاتجاهات في المصباح الأمامي المركزي لتاكر توربيدو في عام 1947، ثم رُوج له لاحقًا من خلال سيارة سيتروين دي إس. جعل هذا من عملية توجيه الضوء في اتجاه الحركة باستخدام عجلة القيادة أمرًا ممكنًا، والذي أصبح الآن تقنية معتمدة على نطاق واسع.

### التصميم والأسلوب
بعيدًا عما يتعلق بالهندسة والأداء والامتثال للقواعد التنظيمية للمصابيح الأمامية، كان لا بد من النظر في الطرق المختلفة لتصميم المصابيح الأمامية وترتيبها على السيارة. امتلكت المصابيح الأمامية شكلًا مستديرًا لسنوات عديدة، لأن الشكل المستدير هو الشكل الأصلي للعاكس المكافئ، إذ يُظهر السطح العاكس المستدير المتماثل والبسيط الضوء ويساعد على تركيز الشعاع بحسب مبادئ الانعكاس.

## المصابيح الأمامية المخفية
قُدمت المصابيح الأمامية الخلفية في عام 1936، من كورد 810/812 ورُكبت في المصدّات الأمامية التي كانت سلسلة بشكل يسمح للمصابيح بالتحرك للخارج (كل منها مزود بذراع صغير مثبت بلوحة أجهزة القياس) بواسطة المشغل، وقد ساعدت الديناميكا الهوائية عندما لم تكن المصابيح الأمامية قيد الاستخدام، وهي من ضمن الميزات التصميمة لكورد.
احتاجت المصابيح الأمامية المخفية لاحقًا لواحدة أو أكثر من الآليات المنظمة والخزانات التي تعمل بالفراغ، مع كل ما يلزم من أنابيب ووصلات أو محركات كهربائية ووصلات لرفع المصابيح إلى موقعها المحدد، ما يضمن الغاية الصحيحة منها على الرغم من عمرها الكبير وعوامل الجو من ثلج أو جليد.
يوجد بعض المصابيح الأمامية المخفية التي لا تتحرك، بل تُغطى بواسطة لوحات مصممة لتندمج مع تصميم السيارة عندما لا تكون قيد الاستخدام، وعند تشغيل المصابيح تتأرجح الأغطية بعيدًا عن طريقها.

## الأنظمة والمتطلبات
تعمل المصابيح الأمامية الحديثة كهربائيًا، وتُوضع بشكل زوجي بحيث يوجد واحد أو اثنين على كل جانب من مقدمة السيارة. يجب على نظام المصابيح الأمامية أن ينتج شعاعين من الضوء أحدهما منخفض والأخر عالٍ، وهذا ما يمكن إنتاجه من خلال أزواج متعددة من المصابيح أحادية الضوء أو من خلال زوج من المصابيح ثنائية الشعاع أو من خلال خليط من المصابيح أحادية الضوء وثنائية الشعاع.
تلقي الأشعة العالية معظم الضوء أمام السائق مباشرة، ما يزيد من مسافة الرؤية إلى أقصى حد ممكن مع إنتاج توهج شديد لتحقيق الأمان في حال وجود سيارات أخرى على الطريق. تتسبب الأضواء العالية أيضًا في انعكاس الضباب والأمطار والثلوج نتيجة العاكس المرجع لقطرات المطر، وذلك بسبب عدم وجود تحكم خاص في الضوء العالي. بينما تمتلك الأشعة المنخفضة تحكمًا أكثر صرامة في الضوء العالي وتوجه معظم الضوء نحو الأسفل أو نحو اليمين (في البلدان ذات الجهة اليمينية للمرور) أو إلى اليسار (في البلدان ذات الجهة اليسارية للمرور)، لتوفير الرؤية الأمامية من دون أي توهج أو إبهار خلفي زائد.

## التوافق مع اتجاه حركة المرور
تُصمم معظم المصابيح الأمامية ذات الشعاع المنخفض بشكل خاص للاستخدام على جانب واحد فقط من الطريق، إذ تكون المصابيح الأمامية المستخدمة في البلدان التي توجد فيها حركة مرور يسرى عبارة عن مصابيح ذات شعاع منخفض «تنخفض إلى اليسار»، أي يتوزع الضوء مع انحياز باتجاه أسفل/يسار لكي يتمكن السائق من رؤية الطريق والإشارات دون التسبب في حجب الرؤيا عن السيارات القادمة. أما المصابيح الأمامية في بلدان حركة المرور اليمنى تمتلك أشعة منخفضة «تنخفض إلى اليمين»، مع توجيه معظم الضوء باتجاه أسفل/يمين.
تطالب بعض البلدان بأن تكون جميع السيارات المسجلة أو المستخدمة سواء بشكل دائم أو شبه دائم داخل البلد مزودة بمصابيح أمامية مصممة بشكل صحيح بالنسبة لحركة المرور، نظرًا لكون المصابيح الأمامية ذات الجهة الخاطئة من الطريق تحجب الرؤية عن السيارات القادمة، ولا تضيء طريق السائق بصورة كافية، ولأن أشرطة التعتيم والعدسات اللاصقة المنشورية تقلل من أداء السلامة في المصابيح الأمامية. يستورد مالكو السيارات في أمريكا الشمالية في بعض الأحيان المصابيح الأمامية لسياراتهم من السوق اليابانية اعتقادًا منهم أن أداء الشعاع الضوئي سيكون أفضل، إلا أن مثل هذا الفعل يعتبر خطرًا وغير قانوني على أرض الواقع.

## القدرة
وُجد أن المصابيح الأمامية للسيارات غير قادرة على إضاءة مسافة أمامية واضحة ومضمونة عندما تتجاوز السرعة 60 كم/ساعة، وقد يكون من غير الآمن ومن غير القانوني في بعض المناطق القيادة فوق هذه السرعة أثناء الليل.

## استخدام المصابيح الأمامية في النهار
تطالب بعض البلدان سائقي السيارات بتزويد مركباتهم بمصابيح نهارية بغرض زيادة وضوح رؤية المركبات المتحركة خلال النهار. تحكم اللوائح الإقليمية كيفية تأمين وظيفة مصابيح النهار. يمكن توفير وظيفة مصابيح النهار في كندا على السيارات التي صُنعت أو استوردت منذ عام 1990، إذ قد تؤدي وظيفة مصابيح النهار كل من المصابيح الأمامية أو مصابيح الضباب أو التشغيل الثابت لإشارات المنعطف الأمامي.